# Willkommen auf dem Land
Willkommen auf dem Land ist ein deutscher Fernsehfilm von Tim Trageser aus dem Jahr 2013 mit Senta Berger und Günther Maria Halmer in den Hauptrollen.

## Handlung
Die Berliner Eheleute Rita und Leo besichtigen ein Haus in einem Dorf in Mecklenburg-Vorpommern. Rita hatte immer von einem Leben auf dem Land geträumt. Leo hingegen ist wenig begeistert von ihrer Idee. Erst als man ihn, den Motivationstrainer, in den Ruhestand schicken will, lässt er sich darauf ein, erhofft er sich doch vom Umzug, eine Filiale seiner Unternehmensberatung übernehmen zu können. Doch an seiner statt bekommt ein jüngerer Kollege den Posten. Er erzählt daraufhin seinem Freund Peter, dass ein Bekannter einen Job bräuchte. So erfährt er, dass das örtliche Arbeitsamt einen Motivationstrainer für schwer vermittelbare Langzeitarbeitslose sucht. Er bekommt schließlich die Stelle, gibt jedoch gegenüber Rita vor, die Filiale seines alten Arbeitgebers zu leiten. 
Rita versucht derweil, sich mit den Nachbarinnen anzufreunden, stößt jedoch als westdeutsche Zugezogene auf Ablehnung. Weil sie sich einsam fühlt, lädt sie Leos Tochter Anna und Enkeltochter Elisa zu sich ein. Anna kommt die Einladung gerade recht. In Zürich soll sie eine Kunstausstellung leiten und möchte Elisa so lange bei Rita und Leo unterbringen. Die 13-jährige und übergewichtige Elisa erweist sich jedoch als schwierig. Sie spielt die meiste Zeit nur Videospiele und möchte lieber Pizza statt Ritas selbstgemachtes Essen. Beim Willkommensabend, zu dem Rita alle Nachbarn eingeladen hat, erscheinen lediglich zwei Nachbarinnen, eine ältere, etwas einfältige und eine exzentrisch verschrobene. Nachdem sie sich verabschiedet haben, kommt es zwischen Rita und Leo zum Streit. Rita beklagt sich, stets für ihn und seine Karriere umgezogen zu sein, dadurch Freunde immer wieder verloren und nie ein eigenes Kind gehabt zu haben. 
Tags darauf bringt die ehemalige Bürgermeisterin des Orts und abweisendste unter den Nachbarinnen Elisa empört zu Rita zurück. Das Mädchen habe ihre zum Trocknen aufgehängte Wäsche absichtlich beschmutzt. Rita hält Elisa eine Standpauke, worauf Elisa ausreißt. Besorgt ruft Rita Leo an, der noch unterwegs ist, und gemeinsam begeben sie sich auf die Suche nach Elisa. Zwei Nachbarn helfen ihnen dabei und sie finden schließlich das Mädchen verängstigt in einer Scheune. Daraufhin gibt sich Elisa freundlicher und hilft, handwerklich begabt wie sie ist, den Abfluss zu reinigen und mit Leos neuem und fahrbarem Rasenmäher bei der Gartenarbeit. 
Anlässlich von Leos Geburtstag kommen Peter und seine Frau Brigitte zu Besuch. Leo, der sich unterdessen bei der Chefin des Arbeitsamts beschwert, dass seinen arbeitslosen Seminarteilnehmern nicht ausreichend Fördergelder für die Wiederinstandsetzung der Dorfkneipe bereitgestellt wurden, kann gerade noch vor Rita, Peter und Brigitte die Filiale der Unternehmensberatung erreichen, wo diese ihn überraschen wollen. Peter weiß jedoch Bescheid über Leos eigentlichen Job und drängt ihn, Rita die Wahrheit zu sagen. Zu Leos Geburtstagsfeier erscheinen auch die Seminarteilnehmer mit selbstgebackenem Kuchen und teilen Leo glücklich mit, dass sie dank ihm ausreichend Fördergelder für die Dorfkneipe erhalten haben. Leo bittet sie, Rita nichts über seine Arbeit zu verraten. Die ehemalige Bürgermeisterin erscheint jedoch ebenfalls und möchte sich bei ihm für den Dienst, den er der Gemeinde erwiesen habe, bedanken. So erfährt schließlich Rita, dass Leo sie die ganze Zeit belogen hat. Empört über diesen Vertrauensbruch fährt sie mit dem Auto davon. Leo und Elisa fahren ihr auf dem Rasenmäher hinterher und finden sie an einem entlegenen Weg wieder. Gemeinsam fahren sie schließlich wieder zurück. Anna kommt daraufhin aus Zürich zurück und will Elisa wieder abholen. Vor ihrer Abreise versöhnt sich Anna, die einst ein Drogenproblem hatte und infolgedessen von Leo auf die Straße gesetzt wurde, mit ihrem Vater. Leo und Rita gehen anschließend am nahegelegenen See baden. Leo hat jedoch keine Badehose dabei und Rita ermutigt ihn, nackt zu baden, man sei doch im Osten und FKK kein Problem. Nackt steht er daraufhin vor seinen überraschend prüden Nachbarn.

## Hintergrund
Willkommen auf dem Land wurde im Auftrag des ZDF von Network Movie produziert. Die Dreharbeiten fanden vom 3. Mai bis 6. Juni 2012 statt. Der Film wurde am 19. Juli 2013 auf arte erstausgestrahlt und dabei von 1,16 Millionen Zuschauern gesehen (Marktanteil: 5,1 %). Bei der Ausstrahlung im ZDF am 12. September 2013 schalteten 4,51 Millionen Zuschauer ein, was einem Marktanteil von 15,4 % entsprach und dem Sender den Tagessieg bescherte.

## Kritiken
„Geruhsame (Fernseh-)Komödie, deren nur wenig originelles Drehbuch immerhin durch die sympathischen, gut aufgelegten Darsteller aufgewertet wird“, befand das Lexikon des internationalen Films. Für Rainer Tittelbach von tittelbach.tv war Willkommen auf dem Land „eine leichte, wunderbar flüssig von Tim Trageser inszenierte Sommer(tragi)komödie“. Die Handlung verfüge über „[l]aunige Pointen, lebenskluge Gags & Gespräche mit bitterem Beigeschmack“ und werde „frisch von der Leber weg – ohne Genrevorgaben und entsprechend ohne allzu dicken finalen Zuckerguss“ erzählt. „Anflüge von Melancholie“ seien dabei „leichtfüßig umschifft“ worden. Es handle sich um eine „erwachsene Komödie […], die keine perfekte Form sucht und in der nicht alles auf Effektivität getrimmt ist“. Dass alles „ein bisschen zufällig [wirkt]“, verleihe dem Film „einen wundervollen Charme“.
TV Spielfilm sprach ebenfalls von einem „lockere[n] Film mit ernsten Tönen“ und lobte „Senta Bergers sensibles Spiel“, das „zu Herzen [geht]“. Das Fazit lautete: „Kein Landschwank: Dorf-Dramödie mit Verstand.“ TV Movie bezeichnete den Film als „[l]iebenswert“ und stellte ebenso „ernst[e] Untertön[e]“ fest.